# ラジオネットワーク
ラジオネットワークとは、ラジオ放送局によるネットワークである。

## 日本のラジオネットワーク
日本の民間放送において、ラジオネットワークは、音質や内容が良質な番組の供給、スポンサーの確保など、営業の側面から構築されてきた（テレビ局がニュースネットワークを軸に関係を強化していったことと対照的である）。大都市圏以外の放送局はAMラジオ・FMラジオごとに「一地域一局」という設置事例が多く、このうちAMラジオ局の場合は複数（クロスネット局）、FMラジオの場合はいずれか単独のネットワークに加盟をしている場合が多い。
番組を送り出す局は「キー局」「発局」と呼ばれる。
ラジオネットワークに属さない局は独立局、もしくは独立ラジオ局と呼ばれる。
ネットワークを越えて番組が放送される事例は番組販売、系列外ネットを参照。
AMラジオ
- ジャパン・ラジオ・ネットワーク（JRN） - 1965年5月2日設立
- 全国ラジオネットワーク（NRN） - 1965年5月3日設立
- 地方民間放送共同制作協議会（火曜会） - 1952年結成。番組共同制作のための組織であり、「キー局のないネットワーク」と呼ばれるなど、ラジオネットワークの1つとして扱われる場合がある。

FMラジオ
- 全国FM放送協議会（JAPAN FM NETWORK、JFN） - 1981年5月設立
- JAPAN FM LEAGUE（JFL） - 1993年10月1日設立
- MegaNet - 1999年12月1日設立
- 全国FM連合 - 2003年9月24日設立。NHK-FMと放送大学を除く53の民放FM全社が加盟している。

JFLとMegaNetは通常のラジオネットワークとはやや性質が異なり、基本的にほとんど番組交換を行わず、企画などのやりとりがメインである。全国FM連合は、「Now on Air（放送中楽曲情報サービス）」の共通化など、技術協力がメインである。

### 技術
各局を結ぶ伝送路（ラインネット）は、NTTの有線回線もしくはマイクロ無線回線を使うのが一般的だが、JFNでは通信衛星とバックアップのISDN回線を用いて回線の強化とコストダウンをはかっている。
音声用磁気テープの開発後、ラインネットが構築されるまでの過渡期には、番組内容を収録したテープをネット局に送付する方法が一般的だった（テープネット）。

### 特殊なラジオネットワーク
- 国際的なスポーツイベントに日本選手が出場する場合、ラジオ局ではジャパンコンソーシアムが組まれ、中波・FM・短波を問わず（ほぼ）全ラジオ局で同じ内容を流すことが多い。2006年のFIFAワールドカップドイツ大会ではTBSラジオに制作本部を置き、国際映像を見ながら実況する形でほぼ全局に送出された。これは放送権料の高額化で独自に会場にスタッフを送り込むことが困難なことが大きい。
- 夏の全国高等学校野球選手権大会の中継は朝日放送ラジオ（ABC）が制作を担当し、JRN・NRNの両ラジオネットワークに同一内容の中継番組を配信している。
- アール・エフ・ラジオ日本、ラジオ関西、岐阜放送の3局は独立局であるが、実際にはこの3局内での番組相互供給が多い。極東放送があった時代は極東放送もこの枠組みに入っていた。
- 県域の独立民放FM局は独自編成が看板替わりであるが、独立局どうしでの番組ネットも少なくない。1990年代には独立FM局どうしてFISという番組交換システムも存在した。
- コミュニティ放送局には番組供給会社ミュージックバードから番組供給を受けている局も多いが、2020年代頃からミュージックバードは番組に一定間隔でスポンサーCMを入れるようになった。このため、ナショナルスポンサー番組も多いNRNやJRNに近い存在になったともいえる。

## 日本以外のラジオネットワーク

### イギリス
イギリスではAM・FM・DABの領域を越えてネットワークが形成されている。また、そのネットワークに加盟する1事業者が2波以上運営している場合もある。
- ジーキャップ・メディア
- クリサリス・グループ
- SMG（ヴァージン・ラジオ）
- スコッティッシュ・ラジオ・ホールディングスほか